# Fūga
Fūga est le pseudonyme d'un mangaka japonais spécialisé dans le hentai.

## Œuvres
- Miwaku no Tobira - 魅惑の扉
- Yuuwaku no Tobira - 誘惑の扉